# János Bóka
János Bóka (ur. 27 lipca 1978 w Szolnoku) – węgierski prawnik, nauczyciel akademicki i urzędnik państwowy, od 2023 minister.

## Życiorys
W 2001 ukończył studia prawnicze na Uniwersytecie Segedyńskim. W 2006 uzyskał magisterium z integracji europejskiej i rozwoju na Vrije Universiteit Brussel, a w 2013 doktoryzował się na uczelni w Segedynie. Pracował m.in. jako nauczyciel akademicki na macierzystym uniwersytecie, a także w Parlamencie Europejskim. W 2015 został docentem na Nemzeti Közszolgálati Egyetem, w latach 2016–2017 pełnił na tej uczelni funkcję prodziekana wydziału studiów międzynarodowych i europejskich. W latach 2017–2018 był dyrektorem akademii sądownictwa działającej przy Krajowym Biurze Sądownictwa. W 2019 został wykładowcą na Károli Gáspár Református Egyetem.
W latach 2018–2021 i 2022–2023 był sekretarzem stanu w ministerstwie sprawiedliwości. Od 2021 do 2022 pełnił tożsamą funkcję w kancelarii premiera. Sprawując te stanowiska, odpowiadał za kwestie związane z Unią Europejską. W lipcu 2023 prezydent Katalin Novák powołała go na urząd ministra do spraw Unii Europejskiej w piątym rządzie Viktora Orbána (od sierpnia 2023).